# Raggio di carbonchio
In araldica il raggio di carbonchio è un termine utilizzato per indicare una pietra preziosa posta in un cerchio al centro di otto raggi cimati da un giglio (o da fiore o da una palla) posti in circolo. Raramente si trova anche il modello con solo sei raggi.
Il raggio di carbonchio, detto anche ruota cleviana perché presente sullo scudo del ducato di Kleve (che si trova nel quinto punto dello stemma dell'Elettore di Sassonia), simboleggia la saggezza e la giustizia.
Considerata la più dura e piena di luce propria tra le cose create, è stata anche assunta a simbolo dei Troni, il coro angelico su cui influisce lo Spirito Santo.

Raggio di carbonchio
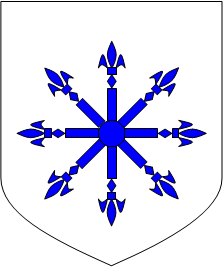
D'argento, al raggio di carbonchio d'azzurro
Stemma del ducato di Kleve
D'argento, al raggio di carbonchio d'oro, alla bordura di rosso
Mezzo raggio di carbonchio (gigliato)
Raggio di carbonchio d'oro
Raggio di carbonchio d'oro
D'azzurro, al raggio di carbonchio pomettato e fiordalisato d'oro
D'oro, al raggio di carbonchio di nero, caricato in cuore da un rubino di rosso